# バフンウニ

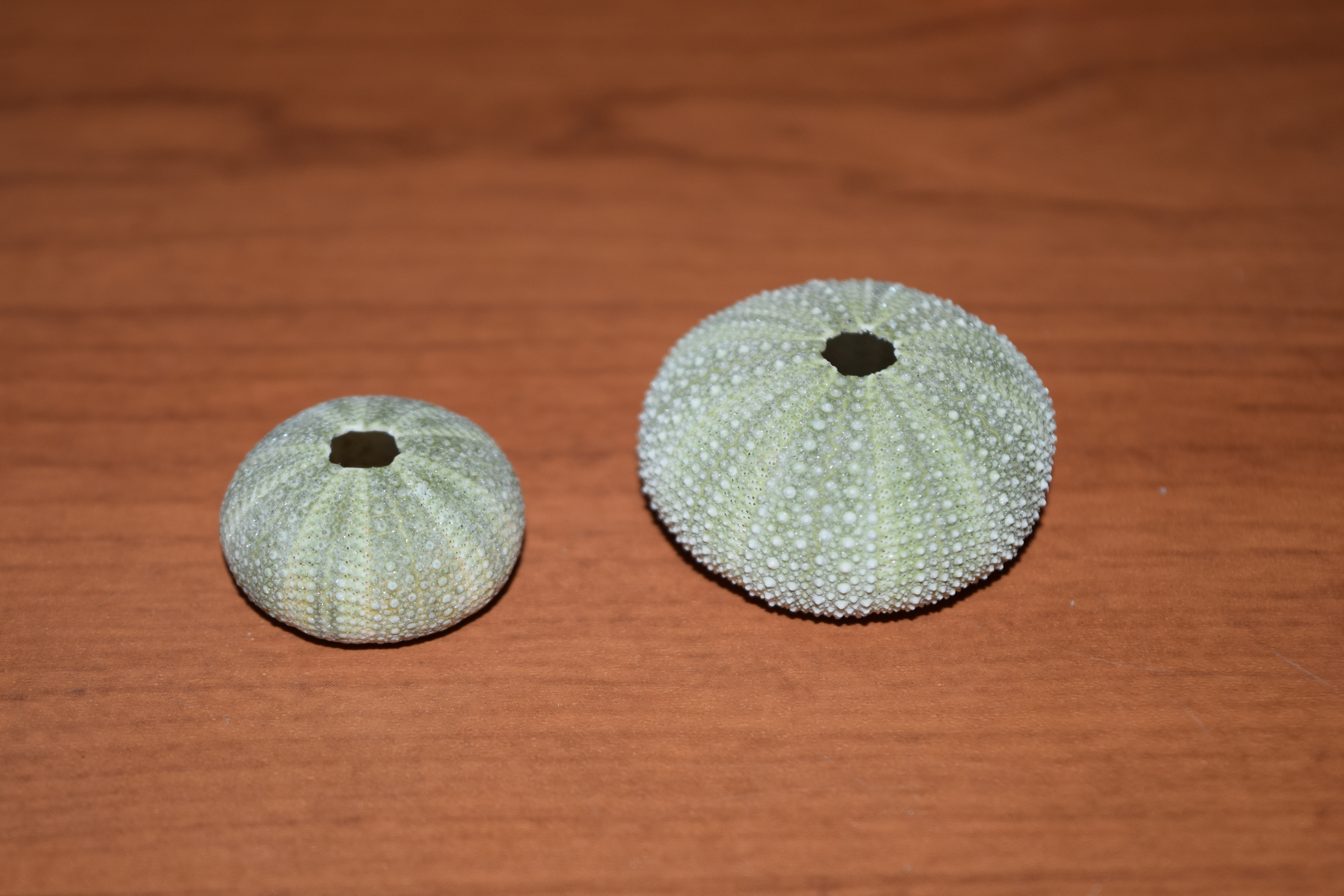
バフンウニの骨格

バフンウニ（馬糞海胆、馬糞海栗、学名: Hemicentrotus pulcherrimus）は、オオバフンウニ科に属するウニの一種で、バフンウニ属 Hemicentrotus に属す唯一の種。日本、台湾、朝鮮半島、中国沿岸の潮間帯から水深20 m程度の浅海に生息する。日本では古来食材として知られる。

## 特徴

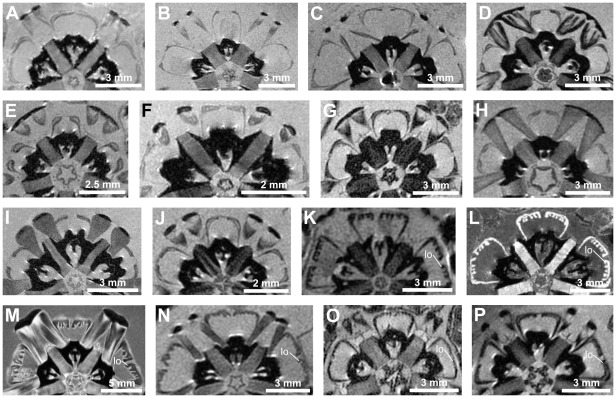
ウニ口器のMRI画像。(P)が本種

殻径4 cm、殻高2 cm程度になる中型のウニ。殻の両面は扁平で、囲口部は平らで、全体に潰れたまんじゅうのような形をしている。5 mm程度の短い大棘が密生し、管足の配列は3縦列、歩帯孔対数は4である。体色は全体に暗緑色を帯びる。雌雄異体だが、外見から判別することはできない。

## 分布
北海道日本海側から九州・中国中南部沿岸・朝鮮半島南部に分布し、潮間帯から水深20 mの岩礁などに普通に見られる。

## 生態
産卵期は1月から4月。産卵期になると、地域の成熟個体から一斉に放卵・放精が行われる。生殖巣の成熟は光条件の影響を受けず、これを支配する重要な環境因子は水温の高低であるという報告がなされており、また、生殖巣の成熟開始には高水温に一定期間さらされる必要があるというが、水温のみが成熟を支配する因子ではないとする見解もある。卵は径0.1 mm程度で、受精後60時間程度でプリズム型幼生、85時間から120時間でプルテウス幼生となりケイソウ等のプランクトンを捕食する浮遊生活に入る。成長に伴い幼生の腕の数が4本、6本、8本と増え、45日程度で成体型の棘と管足が生えた「稚ウニ」に変態して海底に移動し、歩行生活を始める。1年から2年で成熟する。成体は海藻のほか、動物の死骸等も食べる雑食性である。

### 毒性
無毒だが、苦味物質のプルケリミン（4S-[2'-カルボキシ-2'S-ヒドロキシエチルチオ]-2R-ピペリジンカルボキシル酸）を含む 。プルケリミンはメスの生殖腺の成長に伴い増加し、放精・放卵後に減少する。

## 利用
食用とされるほか、実験動物、アクアリウムにてペットとして飼育されることがある。

### 食用
精巣・卵巣ともに、生殖腺が食用となる。1個体あたりの可食部は2 g程度。前述の、苦味物質プルケリミンは産卵・放精後に減少し、成熟に伴い増加するため、産卵期直前から産卵期内は個体によって（特に雌個体の卵巣）苦みが強く、食用に適さない。産卵期が終了すると、生殖腺は萎縮した状態となる（放出期）。その後生殖腺は栄養細胞で満たされ、肥大する。この時期が最も食用に適した時期とされる。食用として、新鮮なものを生ウニとして利用するほか、塩蔵品の塩ウニ、塩または酒を混ぜたものを練りつぶした練ウニが流通する。福井県では伝統的に、本種の生殖腺に塩を用いた保存食を作る。これは越前のウニと呼ばれ、肥後のカラスミ、三河のくちこと並び「天下の三珍」として知られる。一方で津軽海峡西部沿岸においては、生ではえぐ味が強くて食用には不適であるとして、古くから「イヌガゼ」の俗称で呼ばれ、まったく漁獲利用されていないという。
漁獲は、資源保護のため各地で漁期が決められており、海女や海士による素潜り漁のほか、舟の上から箱眼鏡などを用いて水中を観察し、たも網や鈎で捕集する「舟採り」などによって行われている。アオサやテングサが豊富に繁茂する漁場の個体は、生殖腺の色は明るく、味も良いとされる

### 実験動物
卵細胞中に色素顆粒を含むため核分裂の観察に適し、発生学の実験および教育に用いられる。また、生息数が多く捕獲が容易であること、人工授精が容易であること、個体による産卵期の違いが小さいこともモデル生物としての利点として挙げられる。特に本種は日本の都市圏沿岸でも容易に採取できることから、教育実験に適している。

## 人に関わる歴史
古来より「ガゼ（甲贏）」と呼ばれ、「ウニ（棘甲贏）」（ムラサキウニ）とともに古来より食用とされてきた。特に本種は、若狭国の貢納品として延喜式にも記録が残る。さらに古く、各地の貝塚からも本種の死殻が発見されている。

## 近縁種
本種は一属一種であるため、同属の近縁種はいないが、形態的に類似し、分布地域が重なっている他のウニ類との正確な識別は、ときに困難な場合がある。
| 画像 | 和名(学名)                                                            | 分布 | 特徴 |
| ---- | --------------------------------------------------------------------- | --- | --- |
|      | エゾバフンウニ (Strongylocentrotus intermedius (A. Agassiz, 1863))    | 北海道から太平洋岸は関東以北、日本海側では中国地方、ほか中国東北部からロシア沿海州に産する。バフンウニより比較的北に分布する。 | バフンウニより一回り大きく、歩帯板の孔対数が5であることで区別ができる。                                                            |
|      | ツガルウニ (フランス語版) (Glyptocidaris crenularis A. Agassiz, 1863) | 日本では関東以北に分布するほか、中国北部、黄海に分布。                                                                         | バフンウニより一回り大きく、殻の色が淡褐色であること、棘がより長いこと（3cm程度）などで識別が可能である。                          |
|      | シラヒゲウニ (Tripneustes gratilla (Linnaeus, 1758))                  | 紀伊半島伊南の暖海、沖縄に生息。                                                                                               | バフンウニやエゾバフンウニよりさらに大型で、大棘の色は白または黒。大棘に貝殻や藻の切れ端をくっつけてカモフラージュすることが多い。 |